# Ulla Sandbæk
Ulla Margrethe Sandbæk (ur. 1 kwietnia 1943 w Viborgu) – duńska duchowna protestancka, eurodeputowana III, IV i V kadencji (1989–2004), deputowana krajowa.

## Życiorys
Studiowała na Uniwersytecie Kopenhaskim. Była duchowną w kopenhaskim Filips Kirke, w 1974 została pastorem w parafii w Birkerød.
W wyborach w 1989 uzyskała mandat posłanki do Parlamentu Europejskiego III kadencji z ramienia lewicowego Ruchu Ludowego przeciw UE. W 1994 i 1999 ubiegała się o reelekcję z listy Ruchu Czerwcowego. Była członkinią różnych eurosceptycznych frakcji poselskich, m.in. Grupy na rzecz Europy Demokracji i Różnorodności w V kadencji. Pracowała m.in. w Komisji Rozwoju i Współpracy. W PE zasiadała do 2004.
W 2015 z ramienia nowej partii Alternatywa uzyskała mandat posłanki do Folketingetu.